# Organska arhitektura
Organska arhitektura je skupen izraz za arhitekturne smeri po letu 1900, ki združujejo harmonijo stavbe in njene okolice ter imajo za svoj cilj funkcionalno formo, ki temelji na organskih stavbnih materialih, hkrati pa imajo biološko, psihološko in socialno namenskost. V zadnjem času se jim je pridružil koncept ekološke gradnje z uporabo barv naravnih odtenkov, kar se idejno delno prekriva s koncepti organske arhitekture.
Slogovno je organska arhitektura heterogena in ni zavezana določeni estetiki. Osnovna ideja je, da zaradi oblike ali sloga ni podrejena funkciji, materialom ali namenu stavbe, ampak, da je obliki puščena prosta pot. Slednja prinaša popolnoma različne rezultate, saj je omogočena tako uporaba strogih form klasične moderne kot tudi pogosteje zastopanih plastičnih in biomorfnih form.
Predpisanega slogovnega sredstva ni. Sredstva so arhitektonski in umetnostni zakoni sami, kot so razmerja, plastične oblikovne možnosti, prostorske razporeditve, barve, značilnosti materialov ipd. Omenjena pravila za gradnjo so si predstavniki organske arhitekture razlagali vsak drugače. Predvsem v perspektivi si arhitekti, kot so Antoni Gaudí, Frank Lloyd Wright ali Hugo Häring, niso bili enotni.

## Pomen besede »organ«
V grščini beseda organ (Organon) pomeni instrument ali orodje. Začetek oblikovanja pojma v to, kar ga poznamo danes – funkcionalno in fiziološko ločen del živega bitja – sega v čas Aristotla. Beseda Organon po njegovih besedah označuje dele telesa živega bitja, istočasno pa imajo ti tudi svoj namen. »Narava je ustvarila organe z namenom, da bi delovali in ne, da bi bili sami sebi namen.« Pri tem so organi del večje celote (organizma, človeškega telesa), ta pa je spet organ duše, ki je razlog za obstoj človeškega telesa. Zaradi tega je pojem organ prevzela antična medicina, ker je v okviru medicinsko-fizioloških raziskav vzroka in posledice poudarila njihovo funkcionalno naravnanost. V srednjem veku je bil pojem zelo nejasno določen, nato pa  se je z v antičnem času z opredeljenim pojmom natančneje ukvarjal Tomaž Akvinski. Latinsko besedo Instrumentum je opredelil izključno za dele, pripomočke oz. orodja, ki so uporabljeni zunaj človeškega telesa, pojem Organum pa se je nanašal na dele, ki so povezani s človeškim telesom in s tem posledično njegovo dušo (npr. roka). Tomaž Akvinski je na podlagi teoloških raziskovanj vstajenja pojem razširil. Po njegovem mnenju so organi prisotni kot nujni elementi telesne celote tudi v fazi vstajenja, ko telo ni več v obstoječi obliki.

## Filozofska opredelitev pojma
V 18. stoletju je bil pojem organ pogosto tarča definicij. Z njim so se ukvarjali tako filozofi kot tudi naravoslovci. Kant se je konec 18. stoletja ukvarjal z organizmom oz. organiziranim bitjem kot naravnim pojavom. »V enem izmed takih produktov narave obstaja vsak delec zavoljo drugega delca in zavoljo celote – mišljeno kot organ, kot orodje, ki dele povezuje v celoto. Ta ne more biti orodje umetnosti, ampak je lahko samo del narave: samo v tem primeru lahko tak produkt imenujemo za urejeno in v sebi organizirano bitje kot naravni pojav.« Ko organi dobijo svoje mesto v organizmu kot naravnem pojavu, dobijo tudi svoj namen. Schelling pa se je ukvarjal predvsem z obliko, kjer je trdil, da je vzrok mešanja pojmov življenjski proces sam – naj si bo oblika organov ali pa to, da je oblika vsakega dela odvisna od njegove lastnosti.
V 19. stoletju se je, ko je bil pojem organ že v redni jezikovni rabi, pomen pridevnika »organski« ločil od ozke definicije samostalnika organ.  Pojem »organski« je dobil širši pomen, s tem, da se je nanašal na živo in naravno ter naravne pojave na splošno, npr. organska kemija (Justus Liebig in drugi). V času nastajanja modernega naravoslovja na prehodu iz 19. v 20. stoletje je bil pojem organ opredeljen kot biološko-medicinski termin. V tej obliki ga uporabljamo še danes.

## Začetki organske arhitekture
Po besedah Josepha Rykwerta je prvi omenjal organsko arhitekturo italijanski menih in arhitekt Carlo Lodoli leta 1750 (v spisih Lodolijevega učenca Andrea Memme »Elementi d´Architettura Lodoliana« okoli 1786). Lodolijeve predstave so se konkretizirale v pohištvu, ki s konkavno oblikovanimi robovi spominja na obliko človeškega telesa. Teoretične osnove je sredi 19. stoletja formuliral ameriški kipar Horatio Greenough: »Moja teorija gradnje se glasi: znanstvena razporeditev prostorov in oblik je odvisna od funkcije stavbe in prostora gradnje; poudarek je na elementih sorazmerno na njihov pomen in funkcijo; barva in ornament morata biti določena, uporabljena in spremenjena po strogih zakonih organskosti, pri čemer mora biti vsaka odločitev upravičena.«
Louis H. Sullivan je Greenoughovo tezo nadgradil: »Organska arhitektura je zakon vsega organskega in anorganskega, vsega fizičnega in metafizičnega, vsega človeškega in nadčloveškega, vseh pravih manifestacij glave, srca in duše, da je življenje v svojem izrazu vedno spoznavno in da oblika vedno sledi funkciji.« Zgoščena oblika razlage »Oblika sledi funkciji« (Form follows function) je še danes eno temeljnih načel funkcionalistične arhitekturne teorije.

## Razvoj v 20. stoletju
Na začetku 20. stoletja so se, z osvoboditvijo od historičnih arhitekturnih stilov in oblik, med njimi klasicizma, in različnih drugih neo-slogov, ki jih na splošno opredeljujemo kot eklektične, razvile različne praktične in teoretične zasnove organske arhitekture. Filozofi arhitekture so v iskanju novih oblik težili k dvema smerema: racionalno-geometrijski in umetniško-figuralni. Skozi zgodovino lahko opazimo dve generaciji, ki sta se gibali znotraj obeh omenjenih umetnostnih tokov.
S pojmom »organsko« so tako nekateri arhitekti ubesedili princip, ko se nekaj razvije organsko iz sebe in se tako razlikuje od zgolj mehanske gradnje. Pojem, ki se v filozofiji pojavlja v kontekstu celostnosti, je tako,včasih tudi iz religioznih vidikov, v nasprotju z materialističnimi oz. analitično-naravoslovnimi pogledi. Iz tega razloga je pojem znotraj arhitekture različno pojmovan in ga lahko na podlagi uporabe motivov in oblik najdemo v več arhitekturnih slogih, tako v Jugendstilu (Antonio Gaudi) in ekspresionizmu (Erich Mendelsohn) kot tudi v pokrajinski arhitekturi kot so na primer objekti Hansa Scharouna ali objekt Fallingwater Franka Lloyda Wrighta. Pri uporabi pojma organskost se pojavi kar nekaj podobnosti z bolj racionalnim funkcionalizmom. Miselna paralela s funkcionalističnim modernizmom je vidna predvsem v uporabnosti organskega, eno izmed ključnih vlog igra med drugim tudi pri Hugu Häringu. Pri obeh smereh je na prvem mestu namenskost. Razlika se deloma opazi v različnih interpretacijah namenov, ki naj bi jih stavbe izpolnjevale. Kot primera lahko navedemo funkcionalnost v oblikovanju čistih linij v prostoru Mies van der Roheja ter prostorske skulpture Rudolfa Steinerja, pri katerih izhaja oblika iz vidikov duševnega zdravja oz. psihološki učinki, ki jih predvideva posamezen ustvarjalec.

## Arhitekti
K zgodnjim predstavnikom organske arhitekture spadata Antoni Gaudí in Louis Sullivan, ki ga štejemo k »izumitelju« teze »Form follows function«. Gaudi je takole opisal svojo vizijo: »Pokončno drevo; nosi veje, te nosijo manjše veje in te nosijo liste. In vsak posamezni del raste v harmoniji, veličastno, odkar ga je ustvaril umetnik – bog.«
Drugi pomembni predstavniki organske arhitekture so Frank Lloyd Wright, Eero Saarinen, Hugo Häring, Hans Scharoun, Chen Kuen Lee, Alvar Aalto in izumitelj lahkih nosilnih konstrukcij Frei Otto. Omembe vredni so tudi predstavniki madžarske organske arhitekture, kot recimo antropozofsko usmerjen Imre Makovecz in tako imenovana skupina iz Pécsa pod vodstvom Györgyja Cseteja. Zgradbe slikarja Friedensreicha Hundertwasserja v arhitekturnih krogih niso označene za primer organske arhitekture, ker so konvencionalne stavbe oz. tlorisni načrti opremljeni z dekorativnim okrasom. 